# Rosana Chouteau
Rosana Chouteau va ser la primera dona en ser elegida líder de la banda del castors osages, un clan natiu americà dels ossages d'Oklahoma. Va ser el 1875, després de la mort del seu oncle. Un any després de la seva elecció, Choteau va dir, "penso que la meva banda m'obeeix millor que si fos un home."